# Hormona adipoquinética
La hormona adipoquinética u hormona adipokinética (AKH, siglas, del inglés adipokinetic hormone) es una hormona peptídica corta que ha sido estudiada en insectos.  Es una hormona de mobilización de lípidos encargada de regular el transporte de energía en la hemolinfa, redirigiéndola a otros procesos según los requerimientos del insecto. AKH fue descubierta originalmente en  las langostas Locusta migratoria y Schistocerca gregaria. Generalmente está asociada con la función del vuelo. Las primeras observaciones en langostas mostraron que a pesar de que los lípidos son metabolizados por los músculos del vuelo en acción, siendo tomados de la hemolinfa, aun queda suficiente concentración de lípidos en la hemolinfa. Esto indica que hay un agente responsable de activar el transporte de lípidos a la hemolinfa y se pensó que se trataba de una regulación hormonal. Esta hormona es parte de una familia grande de hormonas encontradas en crustáceos.
AKH fue purificada originalmente por un grupo de investigadores ingleses en 1976. Se determinó que tenía la estructura química de una hormona peptídica con 10 aminoácidos. Es el primer caso de una hormona peptídica encontrada en insectos.
Cuando AKH fue identificada también en cucarachas, la AKH de langostas se insertó en cucarachas donde se observó un aumento en la movilización de lípidos. Igualmente la AKH de cucarachas tenía el mismo efecto en langostas.
AKH se ha convertido en un área de estudio importante, especialmente de insectos plagas y de parásitos humanos y de animales de granja, especialmente los que son vectores de patógenos. Se cree que la hormona no solo tiene función en el vuelo sino también en robustecer la respuesta inmune de langostas. Un grupo realizó experimentos en que langostas recibieron una inyección de AKH más un lipopolisacárido (LPS) – un inductor de inmunidad en las paredes celulares de bacterias – lo que causó una respuesta inmune más fuerte que la de  langostas que solo habían recibido la inyección de LPS. Esto sugiere que la movilización de lípidos por AKH puede tener una variedad de funciones importantes para la supervivencia de los insectos. También se piensa en la actualidad que los parásitos que infectan insectos pueden estimular la producción de AKH con el fin de movilizar lípidos que pueden ser usados para beneficio del parásito.